# 데릭 쇼
데릭 쇼(Derek Shaw)는 영국의 축구인으로 풋볼 리그 챔피언십의 프레스턴 노스 엔드 FC의 구단주이다.
1990년대부터 프레스턴 노스 엔드 FC를 후원하였고, 1994년 부국장 회장, 1997년 연기 의장, 2001년 연차 총회에서 브라이언 그레이가 사임하자 클럽을 이끌게 되었다.